# Lista över fornlämningar i Gotlands kommun (Garde)
Lista över fornlämningar i Gotlands kommun (Garde) är en förteckning av ett urval av de fornlämningar som finns i Garde i Gotlands kommun.
| Namn                           | Lämningstyp                      | Tillkomsttid | Historisk indelning | Plats | Läge                 | ID-nr          | Bild                                 |
| ------------------------------ | -------------------------------- | ------------ | ------------------- | ----- | -------------------- | -------------- | ------------------------------------ |
| Garde 1:1                      | Röse                             |              | Garde, Gotland      |       | 57.309370, 18.637243 | 10092300010001 | Ladda upp en bild av detta fornminne |
| Garde 3:1                      | Gravfält                         |              | Garde, Gotland      |       | 57.312145, 18.638561 | 10092300030001 | Ladda upp en bild av detta fornminne |
| Garde 3:2                      | Hällristning                     |              | Garde, Gotland      |       | 57.311743, 18.637987 | 11100000000883 | Ladda upp en bild av detta fornminne |
| Garde 5:1                      | Grav markerad av sten/block      |              | Garde, Gotland      |       | 57.318031, 18.640748 | 10092300050001 | Ladda upp en bild av detta fornminne |
| Garde 5:2                      | Stensättning                     |              | Garde, Gotland      |       | 57.317761, 18.640401 | 10092300050002 | Ladda upp en bild av detta fornminne |
| Garde 5:4                      | Stensättning                     |              | Garde, Gotland      |       | 57.317307, 18.640098 | 10092300050004 | Ladda upp en bild av detta fornminne |
| Stargard, Gardeäng (Garde 6:1) | Husgrund, förhistorisk/medeltida |              | Garde, Gotland      |       | 57.313347, 18.624916 | 10092300060001 | Ladda upp en bild av detta fornminne |
| Garde 6:2                      | Husgrund, förhistorisk/medeltida |              | Garde, Gotland      |       | 57.313106, 18.624095 | 10092300060002 | Ladda upp en bild av detta fornminne |
| Garde 6:3                      | Husgrund, förhistorisk/medeltida |              | Garde, Gotland      |       | 57.313023, 18.625268 | 10092300060003 | Ladda upp en bild av detta fornminne |
| Garde 7:1                      | Hällristning                     |              | Garde, Gotland      |       | 57.306653, 18.616800 | 11100000000884 | Ladda upp en bild av detta fornminne |
| Garde 10:1                     | Hällristning                     |              | Garde, Gotland      |       | 57.316400, 18.608530 | 10092300100001 | Ladda upp en bild av detta fornminne |
| Garde 14:1                     | Gravfält                         |              | Garde, Gotland      |       | 57.313579, 18.600405 | 10092300140001 | Ladda upp en bild av detta fornminne |
| Hemmor backar (Garde 15:1)     | Gravfält                         |              | Garde, Gotland      |       | 57.317123, 18.572918 | 10092300150001 | Ladda upp en bild av detta fornminne |
| Garde 16:1                     | Husgrund, förhistorisk/medeltida |              | Garde, Gotland      |       | 57.319424, 18.580434 | 11000000001000 | Ladda upp en bild av detta fornminne |
| Garde 16:2                     | Husgrund, förhistorisk/medeltida |              | Garde, Gotland      |       | 57.319275, 18.579468 | 11000000001001 | Ladda upp en bild av detta fornminne |
| Garde 16:3                     | Husgrund, förhistorisk/medeltida |              | Garde, Gotland      |       | 57.319262, 18.578578 | 11000000001002 | Ladda upp en bild av detta fornminne |
| Garde 18:1                     | Hällristning                     |              | Garde, Gotland      |       | 57.319399, 18.571840 | 11100000000885 | Ladda upp en bild av detta fornminne |
| Garde 18:2                     | Hällristning                     |              | Garde, Gotland      |       | 57.319494, 18.571894 | 11100000000886 | Ladda upp en bild av detta fornminne |
| Garde 18:3                     | Hällristning                     |              | Garde, Gotland      |       | 57.319459, 18.571863 | 11100000000887 | Ladda upp en bild av detta fornminne |
| Garde 21:1                     | Gravfält                         |              | Garde, Gotland      |       | 57.331307, 18.578087 | 10092300210001 | Ladda upp en bild av detta fornminne |
| Garde 21:2                     | Stensättning                     |              | Garde, Gotland      |       | 57.331114, 18.578905 | 10092300210002 | Ladda upp en bild av detta fornminne |
| Garde 21:3                     | Stensättning                     |              | Garde, Gotland      |       | 57.331272, 18.578916 | 10092300210003 | Ladda upp en bild av detta fornminne |
| Garde 21:4                     | Stensättning                     |              | Garde, Gotland      |       | 57.331203, 18.578747 | 10092300210004 | Ladda upp en bild av detta fornminne |
| Garde 21:5                     | Hällristning                     |              | Garde, Gotland      |       | 57.331465, 18.578317 | 11100000000888 | Ladda upp en bild av detta fornminne |
| Garde 22:1                     | Röse                             |              | Garde, Gotland      |       | 57.325904, 18.558120 | 10092300220001 | Ladda upp en bild av detta fornminne |
| Garde 24:1                     | Gravfält                         |              | Garde, Gotland      |       | 57.317653, 18.604496 | 10092300240001 | Ladda upp en bild av detta fornminne |
| Garde 25:1                     | Hög                              |              | Garde, Gotland      |       | 57.322433, 18.610376 | 10092300250001 | Ladda upp en bild av detta fornminne |
| Garde 29:1                     | Gravfält                         |              | Garde, Gotland      |       | 57.306255, 18.552882 | 10092300290001 | Ladda upp en bild av detta fornminne |
| Garde 31:1                     | Stensättning                     |              | Garde, Gotland      |       | 57.333586, 18.560919 | 10092300310001 | Ladda upp en bild av detta fornminne |
| Garde 31:2                     | Stensättning                     |              | Garde, Gotland      |       | 57.333669, 18.560975 | 10092300310002 | Ladda upp en bild av detta fornminne |
| Garde 31:3                     | Stensättning                     |              | Garde, Gotland      |       | 57.333639, 18.561145 | 10092300310003 | Ladda upp en bild av detta fornminne |
| Garde 33:1                     | Stensättning                     |              | Garde, Gotland      |       | 57.323087, 18.540003 | 10092300330001 | Ladda upp en bild av detta fornminne |
| Garde 33:2                     | Grav markerad av sten/block      |              | Garde, Gotland      |       | 57.322989, 18.540009 | 10092300330002 | Ladda upp en bild av detta fornminne |
| Garde 34:1                     | Gravfält                         |              | Garde, Gotland      |       | 57.331282, 18.568355 | 10092300340001 | Ladda upp en bild av detta fornminne |
| Garde 35:1                     | Gravfält                         |              | Garde, Gotland      |       | 57.329422, 18.547039 | 10092300350001 | Ladda upp en bild av detta fornminne |
| Garde 36:1                     | Gravfält                         |              | Garde, Gotland      |       | 57.325357, 18.543047 | 10092300360001 | Ladda upp en bild av detta fornminne |
| Garde 38:1                     | Gravfält                         |              | Garde, Gotland      |       | 57.315627, 18.586128 | 10092300380001 | Ladda upp en bild av detta fornminne |
| Garde 39:1                     | Husgrund, förhistorisk/medeltida |              | Garde, Gotland      |       | 57.329637, 18.591566 | 10092300390001 | Ladda upp en bild av detta fornminne |
| Garde 41:1                     | Röse                             |              | Garde, Gotland      |       | 57.323205, 18.558257 | 10092300410001 | Ladda upp en bild av detta fornminne |
| Garde 42:1                     | Husgrund, förhistorisk/medeltida |              | Garde, Gotland      |       | 57.325174, 18.557105 | 10092300420001 | Ladda upp en bild av detta fornminne |
| Garde 43:1                     | Röse                             |              | Garde, Gotland      |       | 57.322885, 18.566735 | 10092300430001 | Ladda upp en bild av detta fornminne |
| Garde 44:1                     | Stensättning                     |              | Garde, Gotland      |       | 57.338532, 18.543065 | 10092300440001 | Ladda upp en bild av detta fornminne |
| Garde 45:1                     | Stensättning                     |              | Garde, Gotland      |       | 57.336282, 18.544224 | 10092300450001 | Ladda upp en bild av detta fornminne |
| Garde 46:1                     | Stensättning                     |              | Garde, Gotland      |       | 57.320530, 18.528912 | 10092300460001 | Ladda upp en bild av detta fornminne |
| Garde 47:1                     | Gravfält                         |              | Garde, Gotland      |       | 57.313613, 18.542281 | 10092300470001 | Ladda upp en bild av detta fornminne |
| Garde 48:1                     | Gravfält                         |              | Garde, Gotland      |       | 57.324909, 18.541907 | 10092300480001 | Ladda upp en bild av detta fornminne |
| Garde 49:1                     | Stensättning                     |              | Garde, Gotland      |       | 57.332621, 18.543427 | 10092300490001 | Ladda upp en bild av detta fornminne |
| Garde 51:1                     | Gravfält                         |              | Garde, Gotland      |       | 57.329328, 18.551509 | 10092300510001 | Ladda upp en bild av detta fornminne |
| Garde 71:1                     | Fornborg                         |              | Garde, Gotland      |       | 57.322084, 18.579756 | 10092300710001 | Ladda upp en bild av detta fornminne |
| Garde 72:1                     | Stenkrets                        |              | Garde, Gotland      |       | 57.309997, 18.561646 | 10092300720001 | Ladda upp en bild av detta fornminne |
| Garde 77:1                     | Röse                             |              | Garde, Gotland      |       | 57.344147, 18.586585 | 10092300770001 | Ladda upp en bild av detta fornminne |
| Garde 79:1                     | Stensättning                     |              | Garde, Gotland      |       | 57.349148, 18.584694 | 10092300790001 | Ladda upp en bild av detta fornminne |
| Garde 79:2                     | Stensättning                     |              | Garde, Gotland      |       | 57.349199, 18.584503 | 10092300790002 | Ladda upp en bild av detta fornminne |
| Garde 79:3                     | Stensättning                     |              | Garde, Gotland      |       | 57.349105, 18.584410 | 10092300790003 | Ladda upp en bild av detta fornminne |
| Garde 84:1                     | Husgrund, förhistorisk/medeltida |              | Garde, Gotland      |       | 57.320533, 18.575929 | 10092300840001 | Ladda upp en bild av detta fornminne |
| Garde 84:4                     | Hög                              |              | Garde, Gotland      |       | 57.320971, 18.576447 | 10092300840004 | Ladda upp en bild av detta fornminne |
| Garde 93:1                     | Husgrund, förhistorisk/medeltida |              | Garde, Gotland      |       | 57.311630, 18.605540 | 10092300930001 | Ladda upp en bild av detta fornminne |
| Garde 93:2                     | Husgrund, förhistorisk/medeltida |              | Garde, Gotland      |       | 57.312002, 18.606232 | 10092300930002 | Ladda upp en bild av detta fornminne |
| Garde 94:1                     | Husgrund, förhistorisk/medeltida |              | Garde, Gotland      |       | 57.364179, 18.577638 | 10092300940001 | Ladda upp en bild av detta fornminne |
| Garde 103:1                    | Husgrund, förhistorisk/medeltida |              | Garde, Gotland      |       | 57.367668, 18.578439 | 10092301030001 | Ladda upp en bild av detta fornminne |
| Garde 104:1                    | Husgrund, förhistorisk/medeltida |              | Garde, Gotland      |       | 57.366966, 18.577105 | 10092301040001 | Ladda upp en bild av detta fornminne |
| Garde 105:1                    | Stensättning                     |              | Garde, Gotland      |       | 57.367530, 18.575848 | 10092301050001 | Ladda upp en bild av detta fornminne |
| Garde 105:2                    | Stensättning                     |              | Garde, Gotland      |       | 57.367633, 18.575843 | 10092301050002 | Ladda upp en bild av detta fornminne |
| Garde 105:3                    | Stensättning                     |              | Garde, Gotland      |       | 57.367530, 18.575551 | 10092301050003 | Ladda upp en bild av detta fornminne |
| Garde 106:1                    | Stensättning                     |              | Garde, Gotland      |       | 57.366559, 18.576674 | 10092301060001 | Ladda upp en bild av detta fornminne |
| Garde 110:1                    | Röse                             |              | Garde, Gotland      |       | 57.378203, 18.588094 | 10092301100001 | Ladda upp en bild av detta fornminne |
| Garde 110:2                    | Stensättning                     |              | Garde, Gotland      |       | 57.378109, 18.588228 | 10092301100002 | Ladda upp en bild av detta fornminne |
| Garde 112:4                    | Hällristning                     |              | Garde, Gotland      |       | 57.310059, 18.621171 | 11100000000655 | Ladda upp en bild av detta fornminne |
| Garde 127:1                    | Husgrund, förhistorisk/medeltida |              | Garde, Gotland      |       | 57.313135, 18.627965 | 11000000001039 | Ladda upp en bild av detta fornminne |
| Garde 136:1                    | Stensättning                     |              | Garde, Gotland      |       | 57.315400, 18.601873 | 10092301360001 | Ladda upp en bild av detta fornminne |
| Garde 136:2                    | Stensättning                     |              | Garde, Gotland      |       | 57.315191, 18.601683 | 10092301360002 | Ladda upp en bild av detta fornminne |
| Garde 138:1                    | Husgrund, förhistorisk/medeltida |              | Garde, Gotland      |       | 57.321648, 18.551811 | 11000000001041 | Ladda upp en bild av detta fornminne |
| Garde 147:1                    | Stensättning                     |              | Garde, Gotland      |       | 57.371219, 18.579327 | 10092301470001 | Ladda upp en bild av detta fornminne |
| Garde 147:2                    | Stensättning                     |              | Garde, Gotland      |       | 57.371266, 18.579450 | 10092301470002 | Ladda upp en bild av detta fornminne |
| Lau 44:2                       | Grav markerad av sten/block      |              | Garde, Gotland      |       | 57.310015, 18.638017 | 10094400440002 | Ladda upp en bild av detta fornminne |